# Hungry (XYZ)
Hungry è il secondo album degli XYZ, pubblicato nel 1991 per l'etichetta discografica Capitol Records.

## Tracce
1. Face Down in the Gutter (Diglio, Fontaine, Ilous, Monroe)
2. Don't Say No (Diglio, Fontaine, Ilous, Monroe)
3. Fire and Water (Fraser, Rodgers) (Free Cover)
4. When the Night Comes Down (Diglio, Fontaine, Ilous, Paris)
5. Off to the Sun (Diglio, Fontaine, Ilous, Monroe)
6. Feels Good (Diglio, Fontaine, Ilous)
7. Shake Down the Walls (Diglio, Ilous, Paris)
8. When I Find Love (Diglio, Fontaine, Ilous)
9. H.J. Boogie (Diglio, Fontaine, Ilous)
10. The Sun Also Rises in Hell (Diglio, Fontaine, Ilous, Monroe)
11. A Roll of the Dice (Diglio, Fontaine, Ilous, Paris)
12. Whiskey on a Heartache (Diglio, Fontaine, Ilous)

### Bonus track
- 13. Highlife (solo versione giapponese)
- 13. Two Wrongs Can Make A Right (solo nel remaster 1999, Axe Killer)

## Formazione
- Terry Ilous - voce
- Marc Diglio - chitarra
- Patt Fontaine - basso
- Paul Monroe - batteria